# U-1195
| U-1195                                                                                   | U-1195 | U-1195 |
| ---------------------------------------------------------------------------------------- | --- | --- |
|                                                                                          | | |
|                                                                                          | | |
| Зображення підводного човна підтипу VIIC                                                 | | |
| Під прапором                                                                             | Третій Рейх | Третій Рейх |
| Належність                                                                               | Крігсмаріне | Крігсмаріне |
| Порт приписки                                                                            | Берген | Берген |
| Замовлення                                                                               | 25 серпня 1941 | 25 серпня 1941 |
| Закладений                                                                               | 6 лютого 1943 | 6 лютого 1943 |
| Спуск на воду                                                                            | 2 вересня 1943 | 2 вересня 1943 |
| Введений до складу флоту                                                                 | 4 листопада 1943 | 4 листопада 1943 |
| Виведений зі складу флоту                                                                | 7 квітня 1945 | 7 квітня 1945 |
| На службі                                                                                | 1943—1945 | 1943—1945 |
| Загибель                                                                                 | 7 квітня 1945 року знищений «Хеджхогами» британського есмінця «Вотчмен» південніше острова Вайт                                     | 7 квітня 1945 року знищений «Хеджхогами» британського есмінця «Вотчмен» південніше острова Вайт                                     |
| Сучасний статус                                                                          | затоплений | затоплений |
| Бойовий досвід                                                                           | Друга світова війна Битва за Атлантику                                                                                              | Друга світова війна Битва за Атлантику                                                                                              |
| Проєкт                                                                                   | | |
| Тип ПЧ                                                                                   | Торпедний ДПЧ | Торпедний ДПЧ |
| Розробник проєкту                                                                        | F Schichau, Данциг | F Schichau, Данциг |
| Вартість                                                                                 | 4 439 000 ℛℳ | 4 439 000 ℛℳ |
| Основні характеристики                                                                   | | |
| Швидкість (надводна)                                                                     | 17,9 вузла | 17,9 вузла |
| Швидкість (підводна)                                                                     | 8 вузлів | 8 вузлів |
| Робоча глибина занурення                                                                 | 100 м | 100 м |
| Гранична глибина занурення                                                               | 220 м | 220 м |
| Автономність плавання                                                                    | 8500 миль (15 700 км) на швидкості 10 вузлів (18,6 км/год) (надводна) 80 миль (150 км) на швидкості 4 вузли (7,4 км/год) (підводна) | 8500 миль (15 700 км) на швидкості 10 вузлів (18,6 км/год) (надводна) 80 миль (150 км) на швидкості 4 вузли (7,4 км/год) (підводна) |
| Екіпаж                                                                                   | 44-60 осіб | 44-60 осіб |
| Розміри                                                                                  | | |
| Довжина найбільша (по КВЛ)                                                               | 67,1 м | 67,1 м |
| Ширина корпусу найб.                                                                     | 6,2 м | 6,2 м |
| Висота                                                                                   | 9,6 м | 9,6 м |
| Середня осадка (по КВЛ)                                                                  | 4,74 м | 4,74 м |
| Водотоннажність надводна                                                                 | 769 т | 769 т |
| Силова установка                                                                         | | |
| Дизель-електрична: 2 дизельні двигуни Germaniawerft F46 2 електродвигуни BBC GG UB 720/8 | | |
| Гвинти                                                                                   | 2 | 2 |
| Потужність                                                                               | 2 × 2800 к.с. (дизелі) 2 × 750 к.с. (електродвигуни)                                                                                | 2 × 2800 к.с. (дизелі) 2 × 750 к.с. (електродвигуни)                                                                                |
| Озброєння                                                                                | | |
| Артилерія                                                                                | 1 × 88-мм палубна гармата SK C/35                                                                                                   | 1 × 88-мм палубна гармата SK C/35                                                                                                   |
| Торпедно- мінне озброєння                                                                | 4 носових і один кормовий ТА 14 торпед або 26 мін TMA                                                                               | 4 носових і один кормовий ТА 14 торпед або 26 мін TMA                                                                               |
| ППО                                                                                      | 1 × 37-мм зенітна гармата Flak M42 2 × 20-мм зенітні гармати FlaK 30                                                                | 1 × 37-мм зенітна гармата Flak M42 2 × 20-мм зенітні гармати FlaK 30                                                                |

U-1195 — німецький підводний човен типу VIIC, що входив до складу Військово-морських сил Третього Рейху за часів Другої світової війни. Закладений 6 лютого 1943 року на верфі F Schichau у Данцигу. Спущений на воду 2 вересня 1943 року, а 4 листопада 1943 року корабель увійшов до складу 21-ї навчальної флотилії ПЧ ВМС нацистської Німеччини.

## Історія служби
U-1195 належав до німецьких підводних човнів типу VII C, найчисленнішого типу субмарин Третього Рейху, яких випущено 703 одиниці. Увійшов до складу 21-ї навчальної флотилії ПЧ, потім продовжив підготовку у складі 24-ї та 5-ї навчальних флотилій, де проходив навчання до 1 січня 1945 року. Після завершення тренувань перейшов до 11-ї флотилії ПЧ Крігсмаріне. У лютому-квітні 1945 року здійснив 1 бойовий похід, під час якого потопив два транспортних судна (18 614 GRT).
7 квітня 1945 року на завершальній стадії першого бойового походу U-1195 був виявлений південно-східніше острова Вайт британським есмінцем «Вотчмен», який атакував ворожий підводний човен реактивною установкою «Хеджхог»; загинули 32 члени екіпажу німецького ПЧ, ще 18 врятовано.

## Командири
- Оберлейтенант-цур-зее Карл-Гайнц Шретер (4 листопада 1943 — 31 жовтня 1944)
- Капітан-лейтенант Ернст Кордес (1 листопада 1944 — 6 квітня 1945)

## Перелік затоплених U-1195 суден у бойових походах
| №                                                        | Дата            | Назва        | Тип                | Належність      | Водотоннажність (брт) | Вантаж | Конвой         | Результат та координати                                             | Наслідки атаки для екіпажу     | Прим.                |
| -------------------------------------------------------- | --------------- | ------------ | ------------------ | --------------- | --------------------- | ------ | -------------- | ------------------------------------------------------------------- | ------------------------------ | -------------------- |
| Перший похід (25.02—7.04.1945, 42 доби; Берген—загибель) |                 |              |                    |                 |                       |        |                |                                                                     |                                |                      |
| 1                                                        | 21 березня 1945 | John R. Park | суховантажне судно | США             | 7 194                 | баласт | Конвой TBC 102 | потоплено 49°56′ пн. ш. 5°26′ зх. д. / 49.933° пн. ш. 5.433° зх. д. | 75 (усі вціліли)               | судно типу «Ліберті» |
| 2                                                        | 6 квітня 1945   | Cuba         | транспортне судно  | Велика Британія | 11 420                | баласт | Конвой VWP 116 | потоплено 50°36′ пн. ш. 0°58′ зх. д. / 50.600° пн. ш. 0.967° зх. д. | 265 (1 загинув, решта вціліли) |                      |